# Lee Shih Shiong
Peter Lee Shih Shiong (en chino simplificado, 李偲菘; pinyin, Lǐ Sīsōng; nacido el 24 de julio de 1966) es un cantante, productor musical y compositor singapurense.

## Carrera
Lee es uno de los artistas más prolíficos y buscados, después de los productores de música de Singapur y en el resto de Asia. También es un cantante y compositor. Él y su hermano gemelo Lee Song Wei, comenzaron a componer durante su etapa en la adolescencia.
Los hermanos son ampliamente acreditados, por haber puesto en marcha la tendencia musical en el municipio de Xinyao, a finales de la década de los años 1980 y principios de los años 1990. Durante ese período, los hermanos se dedicaron a componer, escribiendo regularmente canciones para muchos dramas como para la SBC, en las que destacan los dramas televisivos como Samsui Women (红头巾) y Good Morning, Sir! (早安老师). El primero fue nominado como uno de los mejores 5 dramas favorito en el "Star Awards" en el 2007, esto por sus 25 años de aniversario en especial, mientras que esta última, la actriz Chen Liping, se hace conocer y empieza a ganar fama.
Lee junto con su hermano inauguraron una Escuela llamada "Lee Wei". Su escuela ha sido responsable por descubrir y desarrollar a nuevos talentos musicales locales, como la cantante y compositora de Singapur, Stefanie Sun, también conocido como Sun Yanzi, que ha ganado muchos premios bajo la tutela de los hermanos Lee.
Cuando no realizan viajes y giras de conciertos y promocionales, los dos hermanos participan regularmente en la escena musical local. Shih Shiong antes fue juez en un concurso musical llamado "Superband", él y su hermano a menudo son consultados por los productores de MediaCorp, sobre los nuevos temas musicales para ser interpretados para los dramas televisivos.

## Discografía
Lista parcial
Drama Theme Songs
- Pursuit 怒海萍踪 (1984)
- The Young Heroes 少年英雄 (1985)
- Men of Valour 盗日英雄传 (1986)
- Samsui Women 红头巾 (1986)
- Mystery 迷离夜 (1988)
- The Last Applause 舞榭歌台 (1988)
- Good Morning, Sir! 早安老师 (1989)
- Finishing Line 出人头地 (1990)
- Crime and Passion 执法先锋 (1991)
- Private Eyes 妙探智多星 (1991)
- Madam White Snake 白蛇新传 (2001)
- Bukit Ho Swee 河水山 (2002)